# Letay
LETAY  — український рок-гурт, складається з 4-х учасників. Був заснований у 2010 році у Харкові під назвою «We Are!!». Має два студійні альбоми та декілька кліпів.

## Історія

### We Are!!
З 2010 до 2016 року Гурт мав назву We Are!!. У 2011 гурт випустив перший англомовний альбом «The Bright Side», саундпродюсером якого виступив британський звукорежисер Енді Томсон, відомий в Україні завдяки роботі з гуртом Coldcut.
У 2012 гурт взяв участь у фестивалі The Best City. Того ж року кліпи гурту на пісні Clap — Clap і Better Not To See You потрапляють у постійну ротацію на телеканал A-One. У цей же час гурт бере участь у зйомках різних проектів на телеканалі М1.

### Letay
13 серпня 2016 гурт оголосив, що змінює назву, оскільки «ми більше не можемо називатися We Are!!» До чоловічого тріо приєдналась скрипалька Майя Скорик.
У грудні гурт уже під новою назвою презентував свій другий студійний альбом Вітер без пилу, у якому є пісні не тільки англійською, але й українською та російською мовами.
У 2017 році гурт взяв участь у національному відборі до Євробачення, але зайняв останнє місце у півфіналі.
Далі в 2017 році LETAY виграв конкурс «Хіт-Конвеєр» від телеканалу М2 зі своєю піснею «Кохайтесь».

За це він отримав приз — розкрутку пісні «Кохайтесь» вартістю мільйон гривень, в яку входять зйомки професійного кліпу та його ротація на каналах М1 і М2

Для кліпу була записана нова версія композиції. Допрацьовував трек музичний продюсер Віталій Телезін. Відео на пісню поставив відомий український кліпмейкер Сергій Солодкий, який працював над відео для гурту «ВІА Гра», Ані Лорак, Тіни Кароль, «ТНМК». Оператором виступив Юрій Король, який зняв українські блокбастери «Незламна» і «Сторожова застава».

В 2018 році LETAY випустив лірик відео на пісню «Мила моя».

У 2019 році увійшли в 16 обраних виконавців, які у прямих ефірах телеканалів СТБ та UA: ПЕРШИЙ боролися за право представляти Україну на пісенному конкурсі «Євробачення».

## Склад
- Ілля Резніков — вокал, гітара, пісні
- Дмитро Натаров — бас гітара
- Андрій Панасюк — ударні
- Майя Скорик — скрипка.

## Альбоми
- The Bright Side (2011)
- Вітер без пилу (2016)

## Відеокліпи
| № | Кліп                                | Рік  | Режисер            |
| - | ----------------------------------- | ---- | ------------------ |
| 1 | Вітер без пилу                      | 2016 | Jim Blind          |
| 2 | Світ чекає                          | 2017 | Andrey Gorlov      |
| 3 | Здравствуй, осень, до свидания      | 2017 | Jim Blind          |
| 4 | Тримай веселу хвилю                 | 2017 | Сергій Громов      |
| 5 | Кохайтесь                           | 2018 | Сергій Солодкий    |
| 6 | Мила моя                            | 2018 |                    |
| 7 | Лицарю личить сталь                 | 2019 |                    |
| 8 | Серце козака (Разом з Chychanovsky) | 2020 | Олександр Лавренко |
| 9 | Ми вільні                           | 2020 |                    |